# آبوگیدا
آبوگیدا  (به انگلیسی: abugida)  (‎i‎/ɑːbʊˈɡiːdə, ˈæb-/‎، گرفته شده از گعز: አቡጊዳ) یا آلفاسیلابری (به انگلیسی: alphasyllabary) یا شبه‌الفبا یک دبیره یا سیستم نوشتاری چند بخشی یا سگمنتال است که در آن توالی صامت-مصوت به صورت واحد نوشته می‌شود: هر واحد بر اساس یک حرف صامت است و علامت مصوت نقش ثانویه دارد.
این سامانه نوشتاری در تضاد با الفباهای کامل است که در آن‌ها همخوان و واکه وضعیتی برابر دارند یا یک ابجد که در آن علامت واکه به صورت ناتمام یا اختیاری یا غایب است. در متون غیر-تخصصی و عامیانه، ممکن است هر سه نوع سیستم نوشتاری، الفبا نامیده شوند، این اصطلاح همچنین در مقابل با سیستم نوشتاری هجایی است که در آن نمادها را نمی‌توان به همخوان و واکه‌های جداگانه تقسیم کرد. ابوگیدا شامل خانواده گسترده دبیره‌های براهمی در جنوب و جنوب شرقی آسیا و الفبای گعزی سامی و سیستم نوشتاری هجایی بومی‌های کانادا است.